# Paço Municipal de Niterói
Paço Municipal de Niterói é uma construção localizada na Rua Visconde do Uruguai, junto ao Jardim São João, área histórica no Centro da cidade de Niterói, no estado do Rio de Janeiro, no Brasil. Inaugurado em 1914, construído em cima do antigo prédio demolido da Casa de Câmara e Cadeia de Niterói, abrigou, inclusive simultaneamente, a Câmara Municipal de Niterói (até 1975) e Assembleia Legislativa do Rio de Janeiro (até 1918). Atualmente, serve de sede para a secretaria municipal de educação de Niterói e Fundação Municipal de Educação de Niterói. O imóvel é tombado pelo Instituto Estadual do Patrimônio Cultural do Rio de Janeiro.

## História
O prédio atual foi inaugurado em 1914 para abrigar a câmara de vereadores de Niterói. Possui arquitetura eclética, tendo sido projetado pelo engenheiro militar Vilanova Machadoque. O prédio foi construído no exato lugar da antiga Casa da Câmara e Cadeia, que havia sido inaugurada em 1824 e que foi demolida em 1913 dentro dos planos do prefeito Feliciano Pires de Abreu Sodré de grandes obras de reformulação urbana e também a fim de apagar quaisquer vestígios do período imperial.

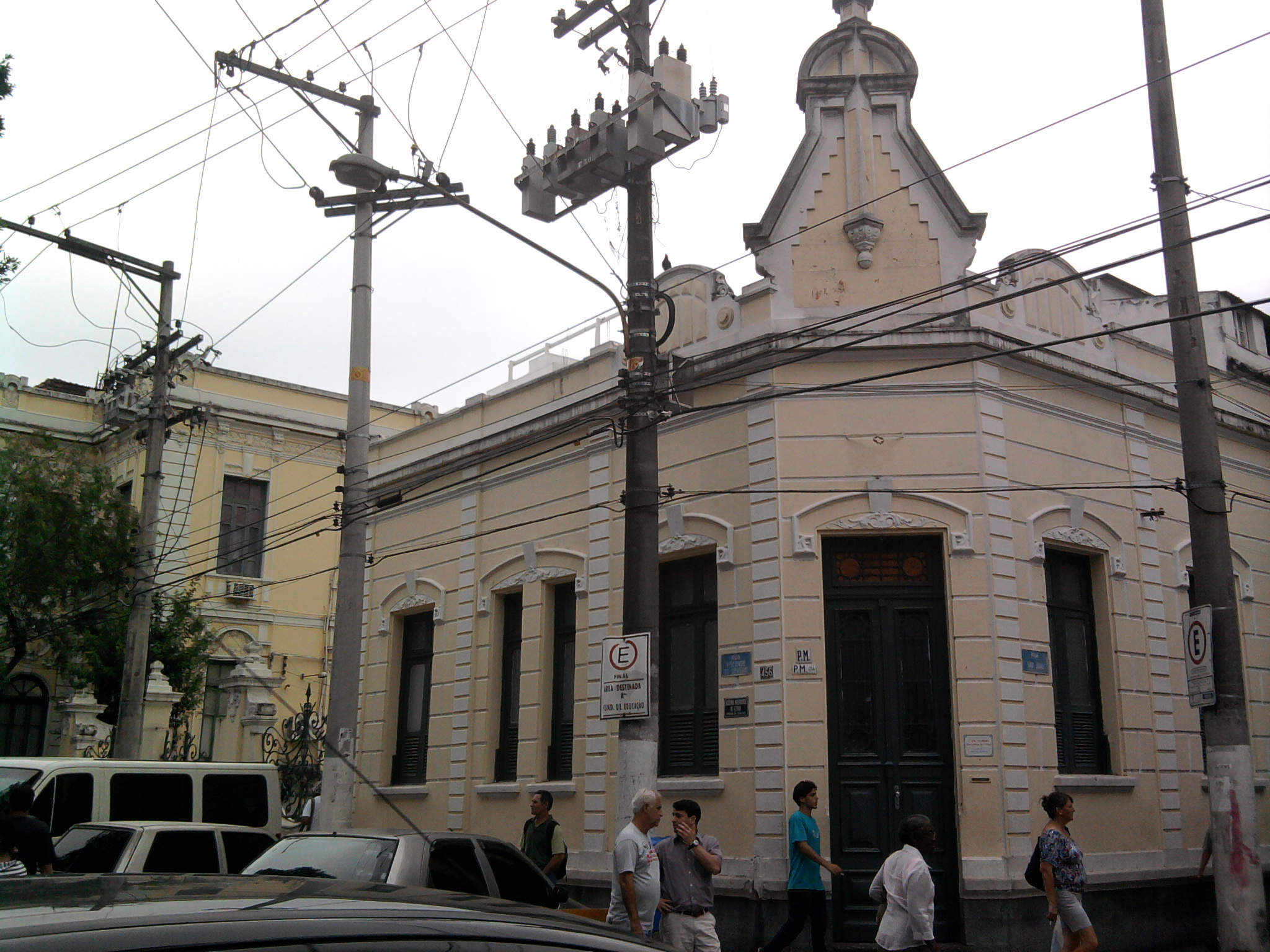
Anexo lateral da FME.

O antigo prédio da Casa de Câmara e Cadeia de Niterói era o mais antigo prédio público da cidade, erguido no contexto da elevação do povoado de Niterói à condição de vila. A Casa da Câmara e Cadeia de Niterói abrigava simultaneamente a Câmara Municipal, o executivo municipal (até a construção do Palácio Arariboia, em 1910, justamente construído para ser a paço municipal, e a Assembleia Legislativa do Rio de Janeiro, que seria transferida para outra edificação inaugurada em 1917, componente do Centro Cívico, atual Praça da República.
A Câmara Municipal de Niterói esteve no prédio do Paço Municipal até a fusão do antigo estado do Rio de Janeiro com o estado da Guanabara, em 1975, quando da transferência da capital de Niterói para a cidade do Rio de Janeiro. Com a fusão, a câmara municipal passou a ocupar o prédio da antiga Assembléia Legislativa do Estado do Rio de Janeiro, na Praça da República. 
Desde então, o Paço Municipal, foi ocupado, sucessivamente, pelo Museu da Cidade (1977), pela Hemeroteca Estadual (1978) e, por fim, pela Secretaria Municipal de Educação, desde 1983. O prédio do Paço Municipal de Niterói atualmente ainda abriga a Academia Niteroiense de Letras, o Instituto Histórico e Geográfico de Niterói e a Fundação Municipal de Educação de Niterói.